# Gaastra (Míchigan)
Gaastra es una ciudad ubicada en el condado de Iron en el estado estadounidense de Míchigan. En el Censo de 2010 tenía una población de 347 habitantes y una densidad poblacional de 81,69 personas por km².

## Geografía
Gaastra se encuentra ubicada en las coordenadas 46°3′21″N 88°36′18″O / 46.05583, -88.60500. Según la Oficina del Censo de los Estados Unidos, Gaastra tiene una superficie total de 4.25 km², de la cual 4.25 km² corresponden a tierra firme y (0%) 0 km² es agua.

## Demografía
Según el censo de 2010, había 347 personas residiendo en Gaastra. La densidad de población era de 81,69 hab./km². De los 347 habitantes, Gaastra estaba compuesto por el 98.27% blancos, el 0% eran afroamericanos, el 0.58% eran amerindios, el 0% eran asiáticos, el 0% eran isleños del Pacífico, el 0% eran de otras razas y el 1.15% pertenecían a dos o más razas. Del total de la población el 1.15% eran hispanos o latinos de cualquier raza.